# Jan Ścibor Chełmski
Jan Ścibor Chełmski herbu Ostoja (zm. przed 15 sierpnia 1683) – łowczy krakowski w 1633 roku, starosta ujski.
Poseł na sejm zwyczajny 1635 roku, sejm nadzwyczajny 1637 roku, sejm 1641 roku, sejm 1643 roku.
Był elektorem Jana II Kazimierza Wazy z województwa krakowskiego w 1648 roku. W 1667 roku był sędzią kapturowym powiatu ksiąskiego województwa krakowskiego.